# Skoczkowo (województwo mazowieckie)
Skoczkowo – wieś w Polsce położona w województwie mazowieckim, w powiecie sierpeckim, w gminie Zawidz. Ma status sołectwa.
| SIMC    | Nazwa             | Rodzaj    |
| ------- | ----------------- | --------- |
| 1056712 | Skoczkowo-Kolonia | część wsi |

Prywatna wieś szlachecka położona była w drugiej połowie XVI wieku w powiecie sierpeckim województwa płockiego. W Skoczkowie znajdują się m.in.: dwór i 200-letnie drzewa.
Nazwa Skoczkowo pochodzi od nazwiska Skoczkowski, którego herbem był Jastrzębiec.
Kalendarium
27 VI 1944. Na konspiracyjnej naradzie w Skoczkowie powstaje Powiatowa Rada Narodowa dla powiatu sierpeckiego (zdominowana przez PPR, z udziałem SL "Roch" i bezpartyjnych). Przewodniczący: Michał Paprocki ze Skoczkowa, ludowiec).
W latach 1975–1998 miejscowość administracyjnie należała do województwa płockiego.